# Willem Hubert van Blijenburgh
Willem Peter Hubert van Blijenburgh est un escrimeur néerlandais née le 11 juillet 1881. Il participe aux jeux olympiques intercalés de 1906 à Athènes, aux jeux olympiques de Londres 1908, de Stockholm en 1912, d'Anvers en 1920 et à ceux de Paris 1924. Il y remportera un total de trois médailles de bronze.

## Jeux Olympiques

### Athènes 1906 et Londres 1908
Willem van Blijenburgh connait ces premiers jeux à Athènes. Il arrivera avec l'équipe des Pays-Bas d'épée à accrocher une cinquième place. Il participera aussi a plusieurs épreuves individuel sans faire sensation. En 1908, il ne participera qu'au sabre et l'épée en individuel sans obtenir un résultat convaincant.

### Stockholm 1912
À Stockholm, Willem van Blinjenburg connait ces premières médailles olympiques. Deux de bronze, l'une avec l'équipe d'épée et l'autre avec l'équipe du sabre. Il participera dans ces deux disciplines à leurs épreuves individuels.

### Anvers 1920 et Paris 1924
Après la Première Guerre mondiale, les Jeux olympiques sont de retour à 1920 à Anvers en Belgique. Il y remportera sa dernière médaille de bronze, avec l'équipe du sabre.
Il participera à ces derniers jeux à Paris et ne remportera aucune médaille, que ce soit à l'épée individuelle ou par équipe.

## Carrière professionnelle
Willem van Blijenburgh était officier dans l'armée néerlandaise, comme tous les escrimeurs de son temps. Il fut également le directeur de l'école de Den Helder où il a eu une grande influence dans la façon dont la gymnastique était enseignée au Pays-Bas. Il y écrivit de nombreux livres sur le sujet, et fut le premier néerlandais à obtenir un doctorat en éducation physique.